# بالاشتیا
بالاشتیا (به مجاری: Balástya) یک منطقهٔ مسکونی در مجارستان است که در ناحیه کیش‌تلک واقع شده‌است. بالاشتیا ۱۱۰ کیلومتر مربع مساحت و ۳٬۴۳۶ نفر جمعیت دارد.